# Justin Moore
Justin Cole Moore (Poyen, 30 marzo 1984) è un cantautore statunitense, esponente di musica country.

## Discografia
Album studio
- 2009 - Justin Moore
- 2011 - Outlaws Like Me
- 2013 - Off the Beaten Path
- 2019 - Late Nights And Longnecks